# Gerry Joly
Joseph Magloire Gérald « Gerry » Joly est un guitariste, chanteur et compositeur né le 31 juillet 1934 à Hawkesbury, Ontario, Canada et décédé le 29 décembre 2008, à Gatineau, Québec, Canada.
Il compose en 1969 son plus grand succès, Mile after Mile, et sa version francophone Mille après mille. En anglais, la chanson est interprétée par Joly puis par le musicien country canadien Orval Prophet (en) qui en fait une chanson numéro un en janvier 1972. En français, elle est rendue célèbre par le Québécois Willie Lamothe.
La carrière de Joly, un Franco-Ontarien, s'est étalée sur 55 ans, des années 1950 jusqu'aux dernières années de sa vie. Il compose et fait paraître de nombreux albums en anglais et en français. Son répertoire en français est composé de chansons comiques et plus légères. Il collabore notamment avec le groupe country Les Ours.
Il meurt à Gatineau, Québec, le 29 décembre 2008 à l'âge de 74 ans, d'une fibrose pulmonaire.

## Discographie
Une Gornouille au Bout, 24 chansons non censure avec Gerry Joly.
Réalisateur : Gerry Joly,
Enregistrement : Studio Passeport,
Audio: Roger Grant,
Maquette: Eléonor Joly,
Violon: Daniel Ladouceur,
Guitare: Ronald Laliberté ,
Contre-bass: jean-Serge Mallette,
Drums: Ray Lavergne,
Distribution : TRX,
Étiquette: Contact Disc,
Année inconnue
CO2 538.